# Melisa (ime)
Melisa je žensko osebno ime.

## Izvor imena
Ime Melisa je različica ženskega osebnega imena Melita. Ime izhaja iz grškega mitološkega imena Melissa. To ime povezujejo z grško besedo μελισσα (mélissa), novoatiško μελιττα (mélitta) v pomenu »čebela, med«.

## Pogostost imena
Po podatkih Statističnega urada Republike Slovenije je bilo na dan 31. decembra 2007 v Sloveniji število ženskih oseb z imenom Melisa: 350.

## Osebni praznik
Osebe z imenom Melisa lahko godujejo takrat kot osebe z imenom Melita.